# Carlos Chan
Carlos See Chan (施恭旗S, Shī GōngqíP; Manila, 26 dicembre 1942) è un imprenditore e diplomatico filippino di origini cinesi.
È il presidente e amministratore delegato della Liwayway Marketing Corporation, conglomerato che controlla il marchio Oishi, di cui è fondatore. Nella lista di Forbes nel 2024, Shi Gongqi è la 35a persona più ricca delle Filippine con un patrimonio di 375 milioni di dollari.

## Biografia
Nato nel quartiere di Binondo, a Manila, all'interno una famiglia benestante, è figlio di Chan Lib e See Ying, entrambi immigrati cinesi provenienti dalla città di Quanzhou, situata nella provincia del Fujian.
Al termine della seconda guerra mondiale i genitori fondarono un'azienda di reimballaggio di prodotti a base di farina e caffè. Nel 1966 l'azienda assunse il nome di Liwayway Marketing Corporation (LMC) e si espanse nella distribuzione di altre commodity. Assieme al fratello Manuel, Chan contribuì alla crescita dell'impresa – che nel frattempo si specializzò nella produzione di patatine e snack – e alla nascita dei marchio Oishi. Nello stesso periodo fondò la compagnia Chan C. Brothers (CCB), specializzata nella modulistica commerciale, fiscale ed amministrativa. Alla morte del padre nella seconda parte degli anni sessanta, Chan acquisì la Liwayway Marketing Corporation a seguito della decisione dei fratelli, Manuel e Ben, di focalizzarsi in altri settori.
Nel 1993 la Liwayway entrò ufficialmente nel mercato cinese, con l'apertura di due fabbriche nella città di Shanghai. Liwayway introdurrà anche il franchising della catena J.CO Donuts nelle Filippine.
Nel gennaio 2019 Chan è stato nominato inviato speciale in Cina dal presidente Rodrigo Duterte per migliorare le relazioni delle Filippine con Pechino. Questo è avvenuto anche  con i presidenti Arroyo e Benigno Aquino III.